# Kiwanja cha Ndege (Dodoma)
Kiwanja cha Ndege è una circoscrizione urbana (urban ward) della Tanzania situata nel distretto urbano di Dodoma, regione di Dodoma. Conta una popolazione di 10 129 abitanti (censimento 2012).